# Guy François
Guy François (18 settembre 1947 – Montréal, 3 giugno 2019) è stato un calciatore haitiano, di ruolo centrocampista.

## Carriera

### Club
In patria gioca tra le file del Violette Athletic Club. Durante il periodo di militanza con il Violette Athletic Club, fece parte della spedizione haitiana ai Mondiali tedeschi del 1974.

### Nazionale
Ha vestito la maglia di Haiti in diciassette occasioni, partecipando con la sua Nazionale ai Mondiali tedeschi del 1974, giocando due dei tre incontri disputati dalla sua Nazionale.
Il suo primo incontro in Nazionale è datato 23 novembre 1968 nella vittoria haitiana per 4-0 contro Trinidad e Tobago mentre l'ultimo lo disputò nella sconfitta dei Les Grenadiers del 19 giugno 1974 per 7-0 contro la Polonia.

## Palmarès

### Nazionale
- Campionato CONCACAF: 1

Haiti 1973